# CDTV
Das CDTV (Commodore Dynamic Total Vision, interner Projektname auch Black Baby) ist eine von dem US-amerikanischen Unternehmen Commodore veröffentlichte stationäre Spielkonsole und frühes Multimedia-Gerät mit CD-ROM als Datenträger. Es wurde im März 1991 als Neuentwicklung auf der Messe Winter CES Las Vegas öffentlich vorgestellt. Das Konkurrenzprodukt zum CD-i von Philips vereinte die Technik eines Heimcomputers auf Basis von Commodores Amiga 500 mit dem Konzept einer Set-Top-Box. Das Gerät sah aus wie ein CD-Spieler und hatte eine Fernbedienung, die eine starke Ähnlichkeit mit den heutigen Gamepads aufweist. Des Weiteren besaß das Gerät ein eingebautes CD-ROM-Laufwerk, mit dem man auch Audio-CDs abspielen konnte (Video-CDs konnte erst Commodores CD³², und das auch nur mit Zusatzhardware) sowie CD+G-CDs (CD plus Grafik).
Das Problem der Konsole war einerseits die mangelnde Software, andererseits die für dieses Konzept zu geringe Rechenleistung, die zur Folge hatte, dass die Wiedergabe von Videos kaum möglich war. Ein weiteres Problem war die Konkurrenz aus dem eigenen Hause: Das als Zubehör für den Amiga 500 vertriebene preiswertere CD-Laufwerk Amiga A570 verwandelte den Amiga 500 in ein vollwertiges CDTV – zwar ohne Fernbedienung, dafür aber mit Diskettenlaufwerk und Tastatur. Somit gab es für Besitzer des Amiga 500 nur einen geringen Anreiz, ein CDTV zu kaufen.

## Technische Daten

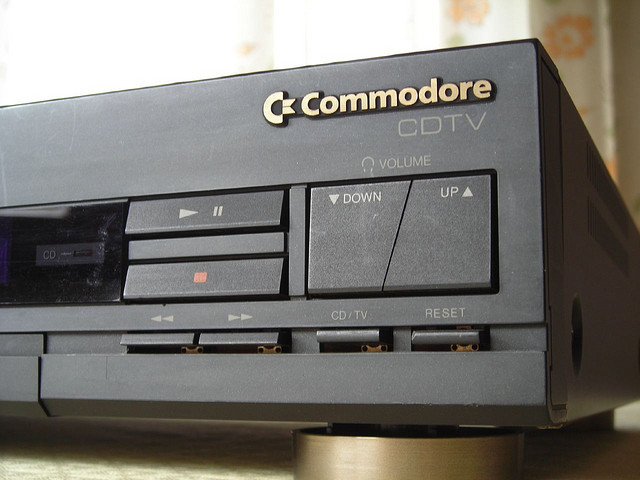
Detailaufnahme der Bedienknöpfe des Gerätes

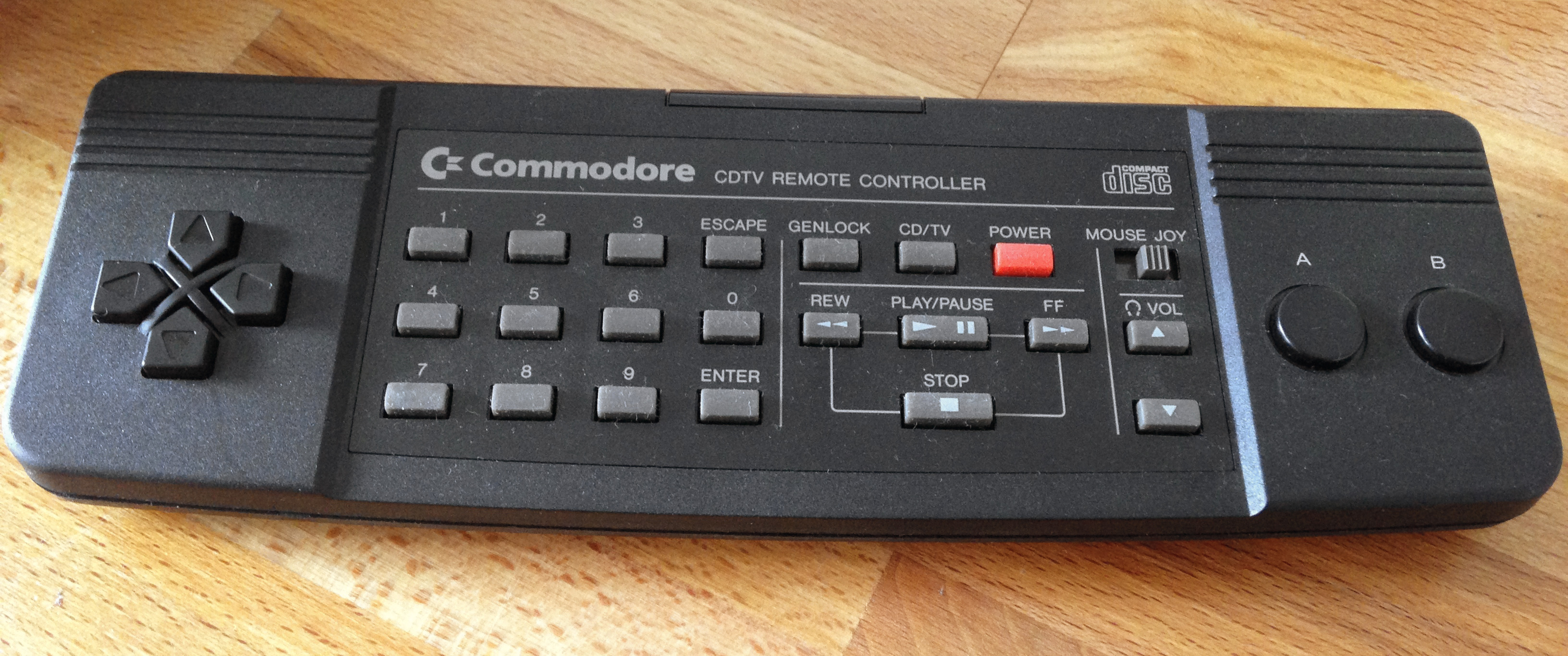
CDTV-Fernbedienung

- CPU: Motorola 68000, 7,14 MHz (NTSC-Version) bzw. 7,09 MHz (PAL-Version)
- Speicher: 1 MB Chip-Memory
- Chipsatz: Original Chip Set (OCS, aber schon mit „Big Agnus“ für die 1 MB Chip-Memory)
- OS: Kickstart 1.3 + CDTV-Modul
- Laufwerk: Single-Speed-CD-ROM
- SRAM-Speicherkartenslot nach dem wenig gebräuchlichen 38-Pin-Standard von Fujisoku und ITT-Cannon (inkompatibel zu 68-Pin-PCMCIA-Speicherkarten)
- Fernbedienung: Modulation 40 kHz, statt 36 oder 38

## Software

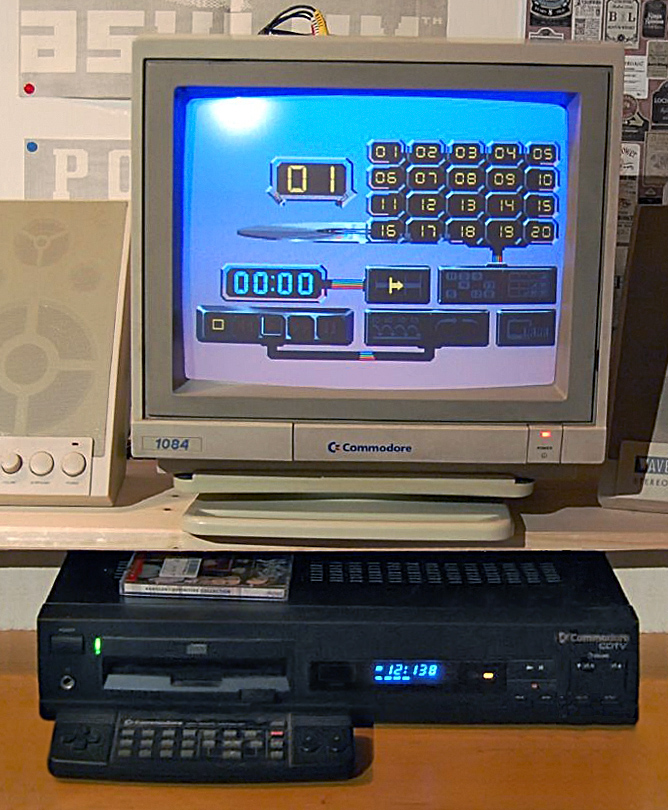
Commodore CDTV angeschlossen an einen Monitor Commodore 1084. Darauf wird gerade die Audio-CD-Player-Software des CDTV angezeigt.

Die eingebaute Software enthält als Ergänzung zum nativen Betriebssystem AmigaOS V1.3 die nötigen Treiber zur Ansteuerung des CD-ROM-Laufwerks. Dazu gehört auch ein Treiber für kleine Filme im sogenannten CDXL-Format, das sich auf den Hold-And-Modify-Modus (HAM-Modus) und eine direkte Streaming-Ansteuerung des CD-Laufwerks stützt. Damit ist bei einer Bildfrequenz von ca. 12 Bildern pro Sekunde eine Fenstergröße von knapp einem Viertelbildschirm zu erreichen, vor allem beschränkt durch die Datenrate des Single-Speed-CD-Laufwerks. Zum damaligen Zeitpunkt stellte dies eine konkurrenzlose Leistung dar. Die Spiele für das CDTV erschienen auf CD-ROM. Darunter gab es auch Lernanwendungen und Multimedia-Software.
Eine kleine Auswahl an bekannten Titeln:
- Defender of the Crown I/II
- Indiana Jones and the Last Crusade
- Lemmings
- Loom
- Pirates! Gold Edition
- SimCity
- Trivial Pursuit
- Turrican

## Kompatibilität
Da die Hardware größtenteils auf dem Amiga 500 basierte, konnte man einen Großteil der Software weiterhin auf dem CDTV nutzen, wozu aber dann der Anschluss eines externen Diskettenlaufwerks nötig war.

## Erweiterbarkeit
Das CDTV konnte vielseitig erweitert werden:
- Floppy (Standardfloppy Amiga 500)
- Genlock Interface (TV-Bild und CDTV-Bild mischen)
- Tastatur
- SCART-Karte
- direkt anschließbare Joysticks
- PCMCIA-Type-I-Kartenslot
- SCSI-Controller für Festplatte
- Turbokarte 020
- RAM-Erweiterungen für Fast- und Chip-RAM (BigRAM CD)